# 負所
負所（おっしょ）とは、中世の荘園において、本来は国衙に納めるべき雑役（場合によっては官物の一部を含む）の免除を受け、その分を自己に収めることが出来る荘園領主及びその土地を指す。
元来、朝廷や皇族の所有地であったものが寺院などに寄進されて荘園化されたものが多い。本来こうした荘園の取り分である雑役は国衙が官物とともに一括徴収していたが、負所では荘園領主に直接納入された。本来は実際にこれを耕作していた負人（ふにん）側からの呼び名であると言われている。ただし、負所の荘園領主は不作の年でも一定の得分を確保する特権を有する代わりに得分そのものが反別一斗程度と低く、下地支配権を持たなかった。そこで荘園領主は現地の名主と結びついて一円支配の確立に努めた。